# Спичер, Клифтон Т.
Клифтон Спичер (англ. Clifton T. Speicher; 25 марта 1931 — 14 июня 1952) — солдат армии США, участник Корейской войны, награждён посмертно высочайшей военной наградой США — медалью Почёта.
Родился 25 марта 1931 в местечке Грэй, штат Пенсильвания, вступил в армию там же в 1951 году. Служил капралом в роте F 223 пехотного полка 40-й пехотной дивизии. 14 июня 1952 года в ходе атаки на позицию противника близ Минарикол его отделение попало под плотный огонь из лёгкого стрелкового оружия, пулемётов и миномётов. Несмотря на ранение Спичер атаковал пулемётное гнездо и уничтожил его расчёт огнём из винтовки и штыком. В ходе броска к гнезду он получил ещё одно ранение и умер вскоре захвата этой позиции. За свои действия он, год спустя, был посмертно награждён медалью Почёта 19 августа 1953 года.
Спичеру было 21 год, когда он погиб. Похоронен на немецком протестантском кладбище в Дженнерстауне, штат Пенсильвания.
Наградная запись

Капрал Спичер отличился благодаря выдающейся храбрости и неукротимому мужеству выполняя и перевыполняя долг службы в бою с противником. Участвуя в штурме ключевого объекта местности отделение капрала Спичера был прижат к земле винтовочным, миномётным и пулемётным огнём. Несмотря на полученное ранение он покинул сравнительно безопасное укрытие и предпринял бесстрашную атаку против вражеского пулемётного гнезда. Находясь в 10 ярдах от цел он снова был ранен огнём из лёгкого стрелкового оружия но продолжил наступление, ворвался в бункер, уничтожил двух вражеских солдат огнём из винтовки, третьего убил штыком и подавил вражеский пулемёт. Вдохновлённые такой демонстрацией мужества люди быстро двинулись вперёд и завершили миссию. Спичер в полубессознательном состоянии качаясь спустился с холма, упал и скончался. Своим совершенным самопожертвованием и неустрашимой преданностью долгу капрал Спичер заслужил постоянную славу для себя и поддержал славные традиции военной службы. .
Оригинальный текст (англ.)
Cpl. Speicher distinguished himself by conspicuous gallantry and indomitable courage above and beyond the call of duty in action against the enemy. While participating in an assault to secure a key terrain feature, Cpl. Speicher's squad was pinned down by withering small-arms, mortar, and machine gun fire. Although already wounded he left the comparative safety of his position, and made a daring charge against the machine gun emplacement. Within 10 yards of the goal, he was again wounded by small-arms fire but continued on, entered the bunker, killed 2 hostile soldiers with his rifle, a third with his bayonet, and silenced the machine gun. Inspired by this incredible display of valor, the men quickly moved up and completed the mission. Dazed and shaken, he walked to the foot of the hill where he collapsed and died. Cpl. Speicher's consummate sacrifice and unflinching devotion to duty reflect lasting glory upon himself and uphold the noble traditions of the military service— 